# Buluņgur
Buluņgur es una localidad de Uzbekistán, en la provincia de Samarcanda.
Se encuentra a una altitud de 757 m sobre el nivel del mar. 

## Demografía
Según estimación 2010 contaba con una población de 29129 habitantes.